# 吉永昭
吉永 昭（よしなが あきら、1927年 - ）は、日本の歴史学者、広島大学名誉教授、福山大学名誉学長。

## 来歴
熊本県に生まれる。熊本県立玉名中学校、広島高等師範学校を経て、
広島文理科大学（現・広島大学）史学科を卒業した。
文部省資料館勤務、開成高等学校教諭を経て、東京女子体育大学で助教授となる。その後相模女子大学助教授に移り、愛知教育大学助教授、教授を経て、広島大学教授に就任した。
この間、1971年に「近世専売制度の研究」で広島大学より文学博士号を取得した。
1991年に定年退官して、広島大学名誉教授となる。退官後は福山大学学長を務め、退任後に名誉学長となる。

## 著書
- 『近世の専売制度』吉川弘文館 〈日本歴史叢書〉、1973年
- 『愛知県の教育史』思文閣出版〈都道府県教育史〉、1983年
- 『御家騒動の研究』清文堂出版、 2008年
- 『御家騒動の展開』清文堂出版、 2018年